# هرتز
هٍرتز (به انگلیسی: Herz, Hz)، یکای بسامد در سیستم SI، و برابر با یک چرخه در ثانیه است.(به تعداد نوسانات در یک ثانیه گویند) 
این یکا به افتخار فیزیک‌دان آلمانی، هاینریش رودولف هرتز، نخستین کسی که امواج الکترومغناطیسی را با آزمایش تأیید کرد، نامیده شده‌است.
هرتز معمولاً با مضربی بیان می‌شود، مانند کیلوهرتز (۱۰۳).
| نماد (یکا)     | بسامد، Hz |
| -------------- | --------- |
| Hz (هرتز)      | ۱۰۰ یا ۱  |
| kHz (کیلوهرتز) | ۱۰۳       |
| MHz (مگاهرتز)  | ۱۰۶       |
| GHz (گیگاهرتز) | ۱۰۹       |
| THz (تراهرتز)  | ۱۰۱۲      |
| PHz (پتاهرتز)  | ۱۰۱۵      |
| EHz (اگزاهرتز) | ۱۰۱۸      |
| ZHz (زتاهرتز)  | ۱۰۲۱      |
| YHz (یُتاهرتز)  | ۱۰۲۴      |